# Atlantic 252

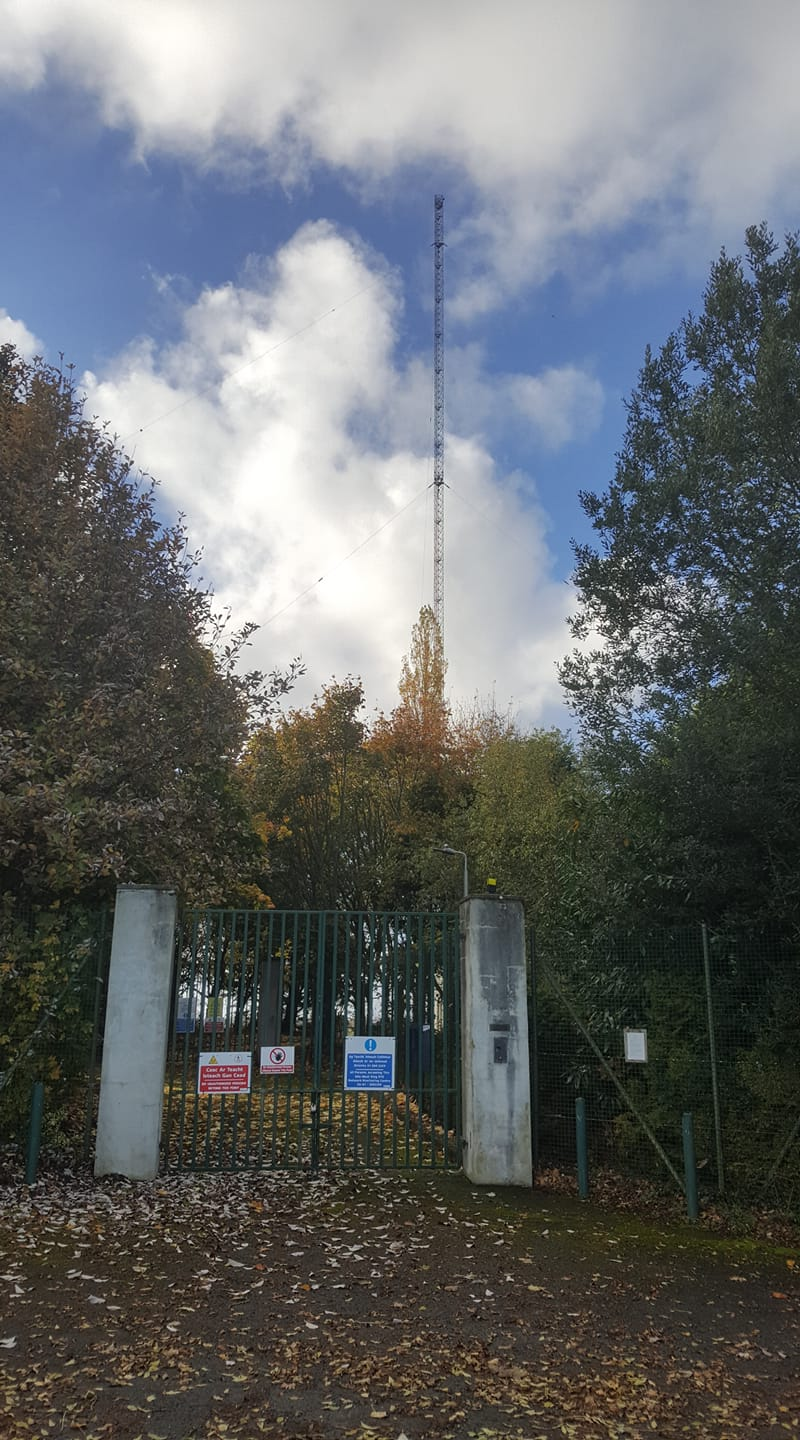

Atlantic 252 war ein irischer Privatsender, der von 1989 bis 2001 auf der Langwellenfrequenz 252 kHz ein auch in Deutschland empfangbares Popmusikprogramm verbreitete. Mit der Aussendung von aktueller Popmusik hatte der Sender praktisch ein Alleinstellungsmerkmal im Langwellenbereich, da der Großteil der anderen Sender eher einen Informationscharakter mit einem hohen Sprachanteil hat. Atlantic 252 war ein Gemeinschaftsprojekt des Irischen Rundfunks Radio Telefís Éireann (RTÉ) und des RTL-Konzerns. Zielgebiet dieses kommerziellen Radioprogramms waren Großbritannien und Irland. Atlantic 252 musste gegen Ende des Jahres 2001 seinen Sendebetrieb einstellen, da die irische Regierung nicht bereit war, die Konzession zu verlängern. Heute sendet der Irische Rundfunk sein Programm RTÉ Radio 1 auf dieser Frequenz. Ein besonderes Markenzeichen des Senders waren die ersten Promos, die bis in den Anfang der 1990er Jahre von Bumper Morgen aus Nashville, TN auf analoge Tonbänder produziert wurden. Mit seiner tiefen, markanten Stimme verhalf er dem Sender zu einem Image, das oft kopiert wurde.